# Gorni (Volsk)
|  | Per a altres significats, vegeu «Gorni». |

Gorni (en rus: Горный) és un poble (un possiólok) de l'óblast de Saràtov, a Rússia, segons el cens del 2010 tenia 96 habitants. Pertany al districte municipal de Volsk.